# Юнгвальд-Хилькевич, Георгий Эмильевич
Георгий Эмильевич Юнгвальд-Хилькевич (22 октября 1934, Ташкент, Узбекская ССР, СССР — 11 ноября 2015, Москва, Россия) — советский и российский кинорежиссёр, сценарист, художник, продюсер; заслуженный деятель искусств Украины (1995). С 1966 по 1990 год — штатный режиссёр на Одесской киностудии. Более всего известен историко-приключенческими фильмами, в особенности серией фильмов о мушкетёрах по книгам Дюма.

## Биография
Родился 22 октября 1934 года в Ташкенте, где его родители очутились, «бегая от репрессий». Мать Нина Ивановна Буйко — балерина, из русских столбовых дворян. Дед Иван Петрович Буйко служил полковником в царской армии, был комендантом Варшавы. В 1917 году перешёл на сторону большевиков.
Дед по отцовской линии происходил из польского шляхетского рода, владел железными дорогами в Польше. Его жена, по семейному преданию, была итальянкой, родной сестрой оперной певицы Лины Кавальери. Сам Эмиль Иосифович, «не будучи коммунистом, был депутатом Верховного совета пяти (четырёх) созывов». Главный режиссёр и художественный руководитель Ташкентского русского оперного театра им. Я. М. Свердлова и Государственного узбекского театра оперы и балета с момента основания.
В возрасте 14 лет, занимаясь спортом, получил травму ноги, вследствие чего заболел остеомиелитом и четыре года пролежал в гипсе практически без движения. В это время, будучи прикованным к больничной койке, с удовольствием читал взахлёб произведения А. Дюма и О. де Бальзака. Как Георгий Эмильевич признался в одном из интервью, именно произведения Дюма «спасли его разум от сумасшествия».
В 1956 году окончил Ташкентский архитектурный институт, а в 1963 году — Ташкентский театрально-художественный институт имени А. Н. Островского. Работал художником в ташкентских театрах, художником на «Узбекфильме» и «Таджикфильме», был художественным руководителем Ташкентского мюзик-холла.
В 1966 году окончил Высшие курсы сценаристов и режиссёров и снял на Одесской киностудии свой режиссёрский дебют — фантастическую комедию «Формула радуги». В 1969 году Юнгвальд-Хилькевич выпустил сразу два фильма, один из которых — «Опасные гастроли» — принёс режиссёру первую известность. Главные роли в этом фильме сыграли Владимир Высоцкий, Николай Гринько, Ефим Копелян. В 1971 году Юнгвальд-Хилькевич поставил картину «Дерзость», отмеченную дипломом кинофестиваля в Праге.
Всесоюзную славу и любовь зрителей Георгию Юнгвальд-Хилькевичу принесла киноэпопея «Д’Артаньян и три мушкетёра», снятая им в 1978 году. Этот фильм стал классикой советского кинематографа и превратил Михаила Боярского в кумира миллионов телезрителей. Не менее известными стали такие его фильмы, как «Ах, водевиль, водевиль…» (1979), «Сезон чудес» (1985) с участием Аллы Пугачёвой и Михаила Боярского, «Выше Радуги» (1986), «Узник замка Иф» (1988) с Виктором Авиловым в главной роли, «Искусство жить в Одессе» (1989), все продолжения истории о мушкетёрах.
В 1990 году переехал в Москву, где в 1997 году стал главным режиссёром, сценаристом и художником в Театре кошек Юрия Куклачёва. В качестве художника-постановщика оформил множество спектаклей в театрах Одессы, Москвы, Ташкента, Парижа.
В начале 1997 года Георгий Юнгвальд-Хилькевич снял как режиссёр музыкальный клип на песню композитора Валерия Разумовского «Аленький цветок» в исполнении эстрадного певца Игоря Наджиева. В этом клипе также снялась актриса Евгения Крюкова.
В соавторстве со старшей дочерью Натальей написал автобиографическую книгу «Наше кино. За кадром», выпущенную издательством «Центрполиграф» в 2000 году.
С 2003 года работал художником-оформителем в Театре Сатиры.
Георгий Юнгвальд-Хилькевич открыл для отечественного кинематографа таких артистов, как Александр Трофимов, Дмитрий Марьянов, Сергей Шнырёв и Анна Самохина, впервые сняв их в своих картинах.
15 октября 2015 года, за неделю до своего последнего дня рождения, Георгий Эмильевич презентовал спектакль к 25-летию Театра кошек Юрия Куклачёва, где в последние годы был главным режиссёром. Это было его последнее появление на публике.
Скончался 11 ноября 2015 года на 82-м году жизни в Москве в реанимации хирургического отделения Боткинской больницы, куда он был госпитализирован неделей ранее. Причиной смерти стала сердечная недостаточность. Похоронен 13 ноября на Троекуровском кладбище.

## Семья
- Отец — Эмиль Иосифович Юнгвальд-Хилькевич (1898—1971), оперный режиссёр, народный артист Узбекской ССР (1939)[19].
- Мать — Нина Ивановна Юнгвальд-Хилькевич (урождённая Буйко, 1909—1992)[20].
- Первая жена — Светлана Валериановна Маркова (род. 1934), художник по костюмам на Одесской киностудии (развелись в 1970 году)[5].
  - Дочь от первого брака — Наталья Юнгвальд-Хилькевич (род. 16 августа 1960 года), журналист, четыре года работала администратором композитора Юрия Чернавского[5].
- Вторая жена — Татьяна Васильевна Чернова (род. 1937), балерина, танцевавшая в Узбекском театре оперы и балета имени А. Навои, впоследствии ассистент на многих картинах Юнгвальд-Хилькевича, в том числе на фильме «Д’Артаньян и три мушкетёра»[21][5].
- Третья жена (официально — с 1995 года) — Надира Султановна Мирзаева (род. 27 июля 1969), исполнительница роли Гайде в фильме «Узник замка Иф»[21].
  - Дочь от третьего брака — Нина Юнгвальд-Хилькевич (род. 4 сентября 1997)[5][22].
  - Внучка — Федосова Анастасия Валерьевна

## Фильмография

### Режиссёр
1. 1966 — Формула радуги
2. 1969 — Внимание, цунами!
3. 1969 — Опасные гастроли
4. 1971 — Дерзость
5. 1972 — Петька в космосе
6. 1975 — Весна двадцать девятого
7. 1976 — Туфли с золотыми пряжками
8. 1978 — Д’Артаньян и три мушкетёра
9. 1979 — Ах, водевиль, водевиль…
10. 1981 — Куда он денется!
11. 1983 — Двое под одним зонтом
12. 1985 — Сезон чудес
13. 1986 — Выше Радуги
14. 1988 — Узник замка Иф
15. 1989 — Искусство жить в Одессе
16. 1992 — Мушкетёры двадцать лет спустя
17. 1993 — Тайна королевы Анны, или Мушкетёры тридцать лет спустя
18. 1997 — Аферы, музыка, любовь…
19. 1997 — Ералаш № 123: «Ну и цирк!»
20. 1998 — Ералаш № 126: «Не рой другому яму»
21. 1998 — Ералаш № 130: «Яйцо всмятку»
22. 2003 — Новогодний романс
23. 2003 — С ног на голову
24. 2005 — Адам и превращения Евы
25. 2007 — Возвращение мушкетёров, или Сокровища кардинала Мазарини

### Продюсер
1. 1992 — Мушкетёры двадцать лет спустя
2. 1993 — Тайна королевы Анны, или Мушкетёры тридцать лет спустя

### Автор сценария
1. 1979 — Ах, водевиль, водевиль…
2. 1988 — Узник замка Иф (совместно с Марком Захаровым)
3. 1989 — Искусство жить в Одессе
4. 1992 — Мушкетёры двадцать лет спустя (совместно с Георгием Николаевым)
5. 1993 — Тайна королевы Анны, или Мушкетёры тридцать лет спустя (совместно с Георгием Николаевым)
6. 1997 — Аферы, музыка, любовь
7. 2003 — С ног на голову
8. 2005 — Адам и превращения Евы
9. 2007 — Возвращение мушкетёров, или Сокровища кардинала Мазарини

### Актёрские работы
1. 1969 — Внимание, цунами! — эпизод
2. 1969 — Если есть паруса — художник
3. 1978 — Д’Артаньян и три мушкетёра — хозяин шхуны (в титрах не указан, озвучил Алексей Булдаков)
4. 1981 — Куда он денется! — председатель жюри конкурса (в титрах не указан)
5. 1985 — Сезон чудес — эпизод
6. 1986 — Выше Радуги — фотограф (в титрах не указан)
7. 1988 — Узник замка Иф — Артаньяк
8. 2003 — Новогодний романс
9. 2003 — С ног на голову — дедушка девочки Нины
10. 2007 — Возвращение мушкетёров, или Сокровища кардинала Мазарини — придворный